# Campeonato Azeri de Patinação Artística no Gelo
O Campeonato Azeri de Patinação Artística no Gelo é uma competição nacional anual de patinação artística no gelo do Azerbaijão. Os patinadores competem em quatro eventos, individual masculino, individual feminino, duplas e dança no gelo, e em três níveis, sênior, júnior e novice. 
A competição determina os campeões nacionais e os representantes do Azerbaijão em competições internacionais como Campeonato Mundial, Campeonato Mundial Júnior, Campeonato dos Quatro Continentes e os Jogos Olímpicos de Inverno.

## Edições
| Ano (Edição) | Cidade sede          | Sênior               | Sênior               | Sênior               | Sênior               | Ref                     |
| Ano (Edição) | Cidade sede          | M                    | F                    | P                    | D                    | Ref                     |
| ------------ | -------------------- | -------------------- | -------------------- | -------------------- | -------------------- | ----------------------- |
| 2000         |                      | •                    | •                    | •                    | –                    | [ 1 ] [ 2 ] [ 3 ] [ 4 ] |
| 2001         |                      | •                    | –                    | –                    | –                    | [ 1 ] [ 4 ]             |
| 2002         |                      | •                    | •                    | –                    | •                    | [ 1 ] [ 4 ] [ 5 ] [ 6 ] |
| 2003         |                      | •                    | •                    | –                    | •                    | [ 5 ] [ 6 ] [ 7 ]       |
| 2004         |                      | •                    | –                    | –                    | –                    | [ 7 ] [ 8 ]             |
| 2005         |                      | •                    | •                    | –                    | •                    | [ 9 ] [ 10 ]            |
| 2006– 2007   | Não houve competição | Não houve competição | Não houve competição | Não houve competição | Não houve competição | Não houve competição    |
| 2008         |                      | •                    | –                    | –                    | •                    | [ 7 ] [ 11 ] [ 12 ]     |
| 2009         |                      | •                    | –                    | –                    | •                    | [ 7 ] [ 11 ] [ 12 ]     |
| 2010         |                      | –                    | –                    | –                    | •                    | [ 11 ]                  |
| 2011– 2015   |                      | —                    | —                    | —                    | —                    |                         |
| 2016         |                      | •                    | –                    | –                    | •                    | [ 13 ]                  |
| 2017         |                      | •                    | •                    | –                    | •                    | [ 14 ]                  |

## Lista de medalhistas

### Individual masculino
| Evento          | Ouro                 | Prata                   | Bronze                  |                      |                      |                      |
| 2000            | Sergei Rylov         | ?                       | ?                       |                      |                      |                      |
| 2001            | Sergei Rylov         | Andrei Dobrokhodov      | ?                       |                      |                      |                      |
| 2002            | Sergei Rylov         | Andrei Dobrokhodov      | ?                       |                      |                      |                      |
| 2003            | ?                    | ?                       | Fedor Andreev           |                      |                      |                      |
| 2004            | ?                    | ?                       | ?                       |                      |                      |                      |
| 2005 (detalhes) | Andrei Dobrokhodov   | Viktor Gasanov          | Arslan Samedov          |                      |                      |                      |
| 2006–2007       | Não houve competição | Não houve competição    | Não houve competição    | Não houve competição | Não houve competição | Não houve competição |
| 2008            | ?                    | ?                       | ?                       |                      |                      |                      |
| 2009            | ?                    | ?                       | ?                       |                      |                      |                      |
| 2010–2015       | ?                    | ?                       | ?                       |                      |                      |                      |
| 2016            | Larry Loupolover     | nenhum outro competidor | nenhum outro competidor |                      |                      |                      |
| 2017            | Larry Loupolover     | nenhum outro competidor | nenhum outro competidor |                      |                      |                      |

### Individual feminino
| Evento          | Ouro                                     | Prata                                    | Bronze                                   |                                          |                                          |                                          |
| 2000            | Julia Vorobieva                          | ?                                        | ?                                        |                                          |                                          |                                          |
| 2001            | ?                                        | ?                                        | ?                                        |                                          |                                          |                                          |
| 2002            | Daria Timoshenko                         | ?                                        | ?                                        |                                          |                                          |                                          |
| 2003            | Daria Timoshenko                         | ?                                        | ?                                        |                                          |                                          |                                          |
| 2004            | ?                                        | ?                                        | ?                                        |                                          |                                          |                                          |
| 2005 (detalhes) | Daria Timoshenko                         | Emma Hagieva                             | Angela Asbakieva                         |                                          |                                          |                                          |
| 2006–2015       | ?                                        | ?                                        | ?                                        |                                          |                                          |                                          |
| 2016            | Não houve disputa do individual feminino | Não houve disputa do individual feminino | Não houve disputa do individual feminino | Não houve disputa do individual feminino | Não houve disputa do individual feminino | Não houve disputa do individual feminino |
| 2017            | Moprgan Flood                            | nenhuma outra competidora                | nenhuma outra competidora                |                                          |                                          |                                          |

### Duplas
| Evento | Ouro                         | Prata | Bronze |
| 2000   | Inga Rodionova Andrei Krukov | ?     | ?      |

### Dança no gelo
| Evento          | Ouro                              | Prata                             | Bronze                  |
| 2002            | Kristin Fraser Igor Lukanin       | ?                                 | ?                       |
| 2003            | Kristin Fraser Igor Lukanin       | ?                                 | ?                       |
| 2004            | ?                                 | ?                                 | ?                       |
| 2005 (detalhes) | Kristin Fraser Igor Lukanin       | Leila Goarova Denis Voronov       | nenhum outro competidor |
| 2006–2015       | ?                                 | ?                                 | ?                       |
| 2016            | Varvara Ogloblina Mikhail Zhirnov | Elizaveta Nemtseva Dmytro Maltsev | nenhum outro competidor |
| 2017            | Varvara Ogloblina Mikhail Zhirnov | Anastasia Galieta Avidan Brown    | nenhum outro competidor |